# Château en Suède
Château en Suède em francês / Il castello in Svezia em italiano é um filme franco-italiano de 1963, escrito e dirigido por Roger Vadim.
O roteiro é baseado na peça de teatro Château en Suède, de Françoise Sagan.

## Sinopse
Eric é um estudante que é convidado para passar uma temporada com uma família sueca, que vive num castelo isolado cercado de neve: Hugo, o proprietário do castelo, tem 40 anos e é casado com Éléonore, por quem Eric se sente atraído; Sebastien, é o incestuoso irmão de Éléonore; Agathe, é a irmã antiquada de Hugo; e Ophélie… ele não sabe quem é. Este é um dos mistérios que Eric tenta resolver.

## Elenco
- Curd Jürgens.... Hugo Falsen
- Monica Vitti.... Éléonore
- Jean-Claude Brialy.... Sébastien
- Jean-Louis Trintignant.... Éric
- Daniel Emilfork.... Gunther
- Suzanne Flon.... Agathe
- Françoise Hardy.... Ophélie
- Michel Le Royer.... Costa
- Sylvie.... a avó
- Henri Attal.... o policial #1
- Dominique Zardi.... o policial #2
- Loulou Daguerre.... Kikki